# Dominique Nouailhac

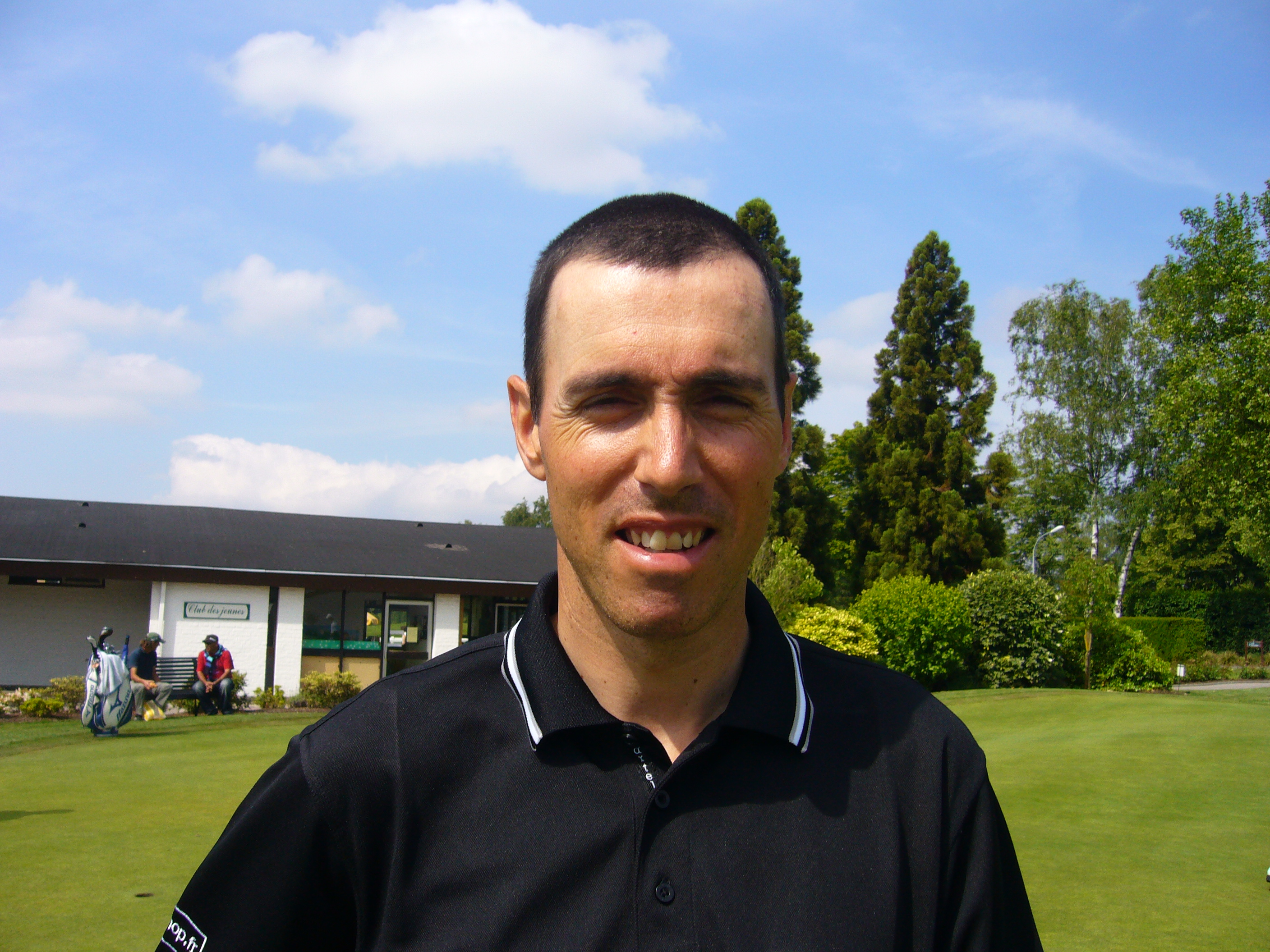
2009: Telenet Trophy 90 La Marache.

Dominique Nouailhac (Neuilly-sur-Seine, 19 april 1970) is een Frans golfprofessional. Hij speelt professioneel sinds 1991.

## Gewonnen
In 2001 behaalde hij zijn eerste overwinning na acht jaar deelname aan de Challenge Tour. Hij startte de vierde ronde van de Muermans Real Estate Challenge op Herkenbosch samen met Alberto Binaghi, met wie hij de eerste plaats deelde. Nouailhac maakt een ronde van 64 en won met een totaalscore van -19; Binaghi speelde par en zakte naar de 11de plaats.
Op de Telenet Trophy in 2009 staat hij na drie rondes op een gedeelde vijfde plaats met een score van -7. Hij maakt de laatste dag +1 en zakt naar de elfde plaats.